# Bajo Llobregat
El Bajo Llobregat (oficialmente y en catalán: Baix Llobregat) es una comarca española, situada en la provincia de Barcelona, Cataluña. Se trata de la tercera comarca más poblada de la comunidad autónoma con 848 827 habitantes (cifra de 2024, solo superada por las del Barcelonés y el Vallés Occidental) y una superficie de 486 km². La capital de la comarca es San Felíu de Llobregat, aunque hay diversas ciudades importantes y mayores (Cornellá de Llobregat, San Baudilio de Llobregat, San Vicente dels Horts, Castelldefels, Viladecans, El Prat de Llobregat, Esplugas de Llobregat, y Gavá). La mayoría de ellas se encuentra alrededor del delta del Llobregat y forma parte de la primera corona del Área Metropolitana de Barcelona.

## Historia

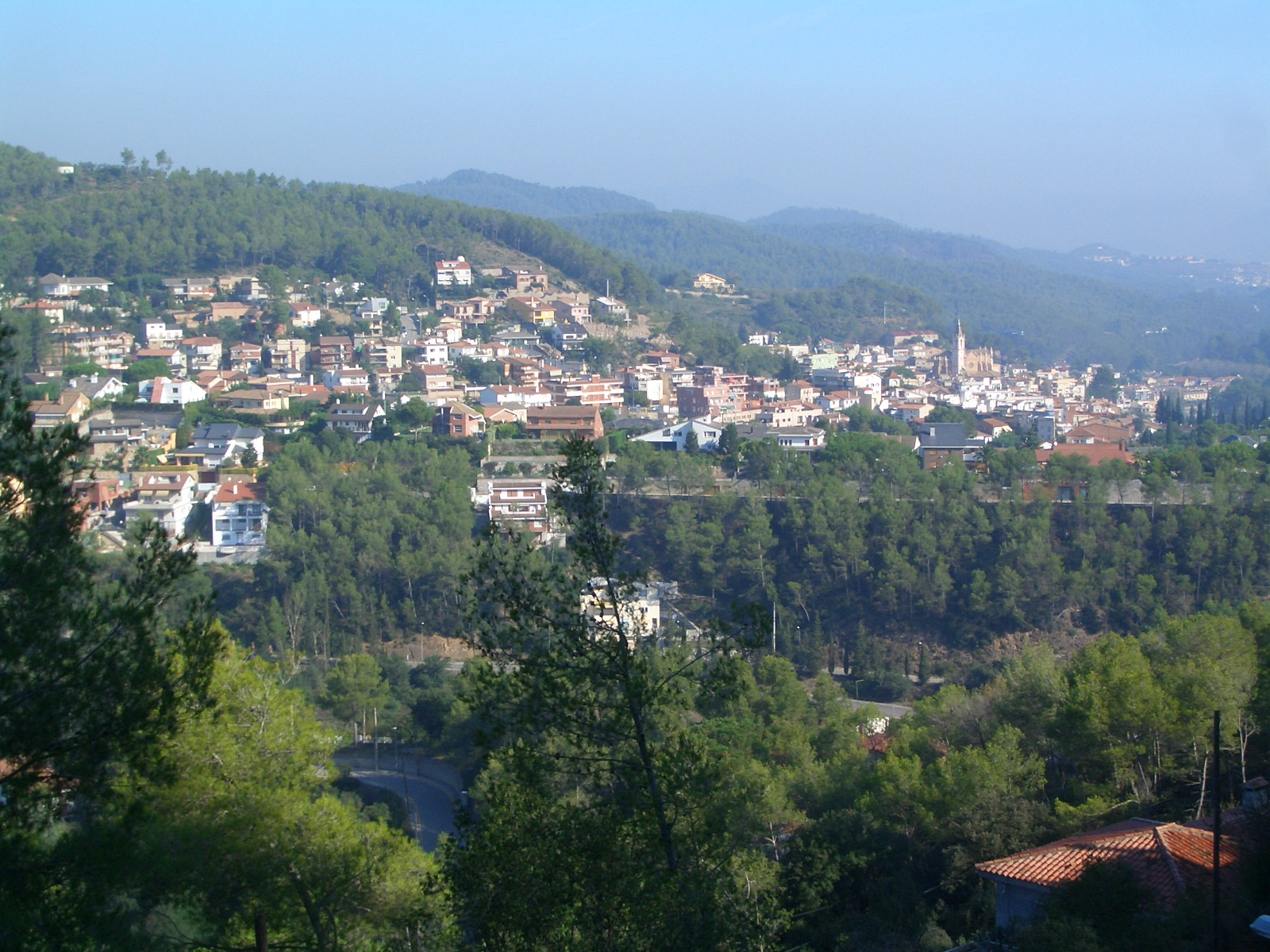
Torrellas de Llobregat.

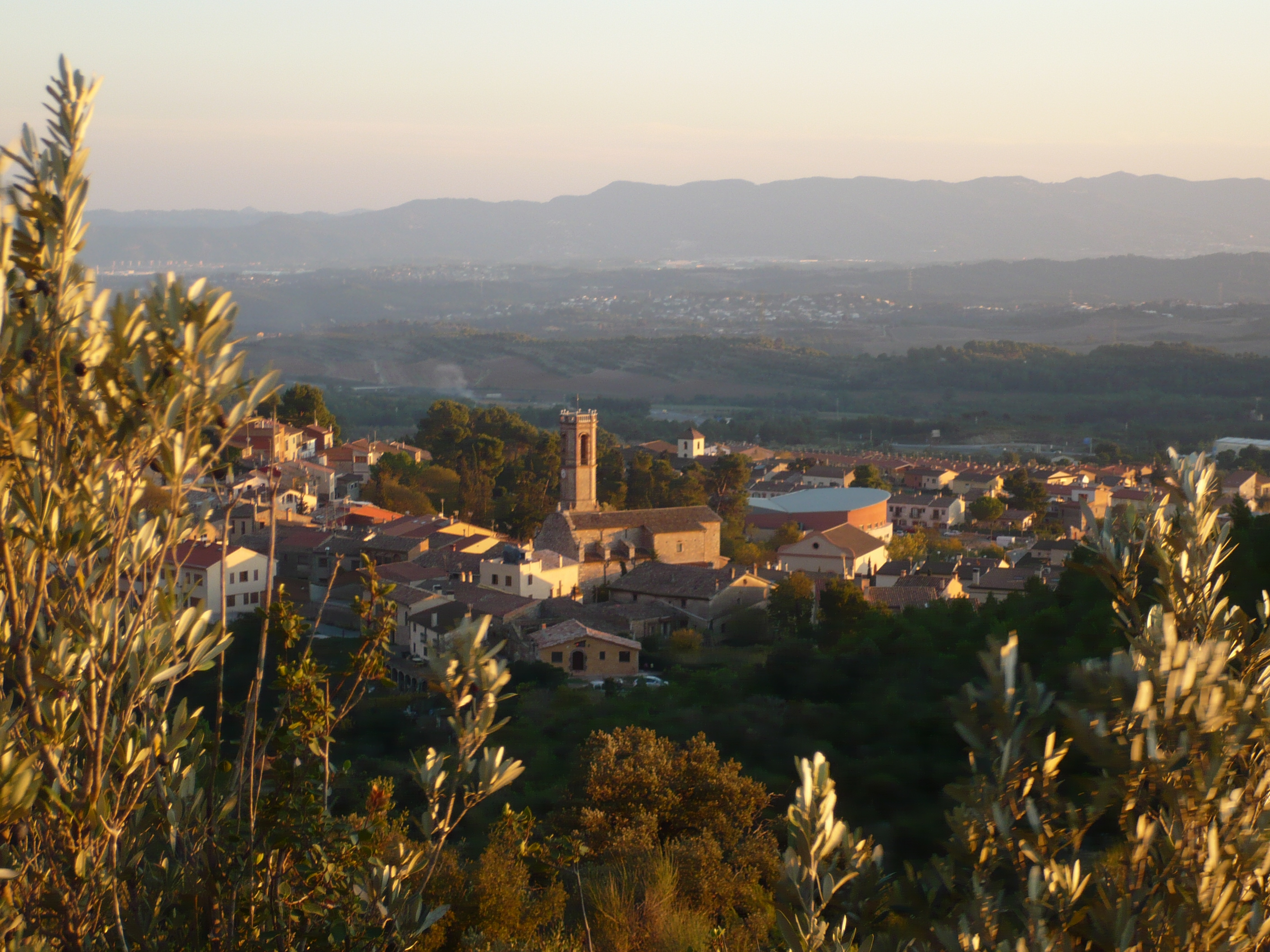
Collbató.

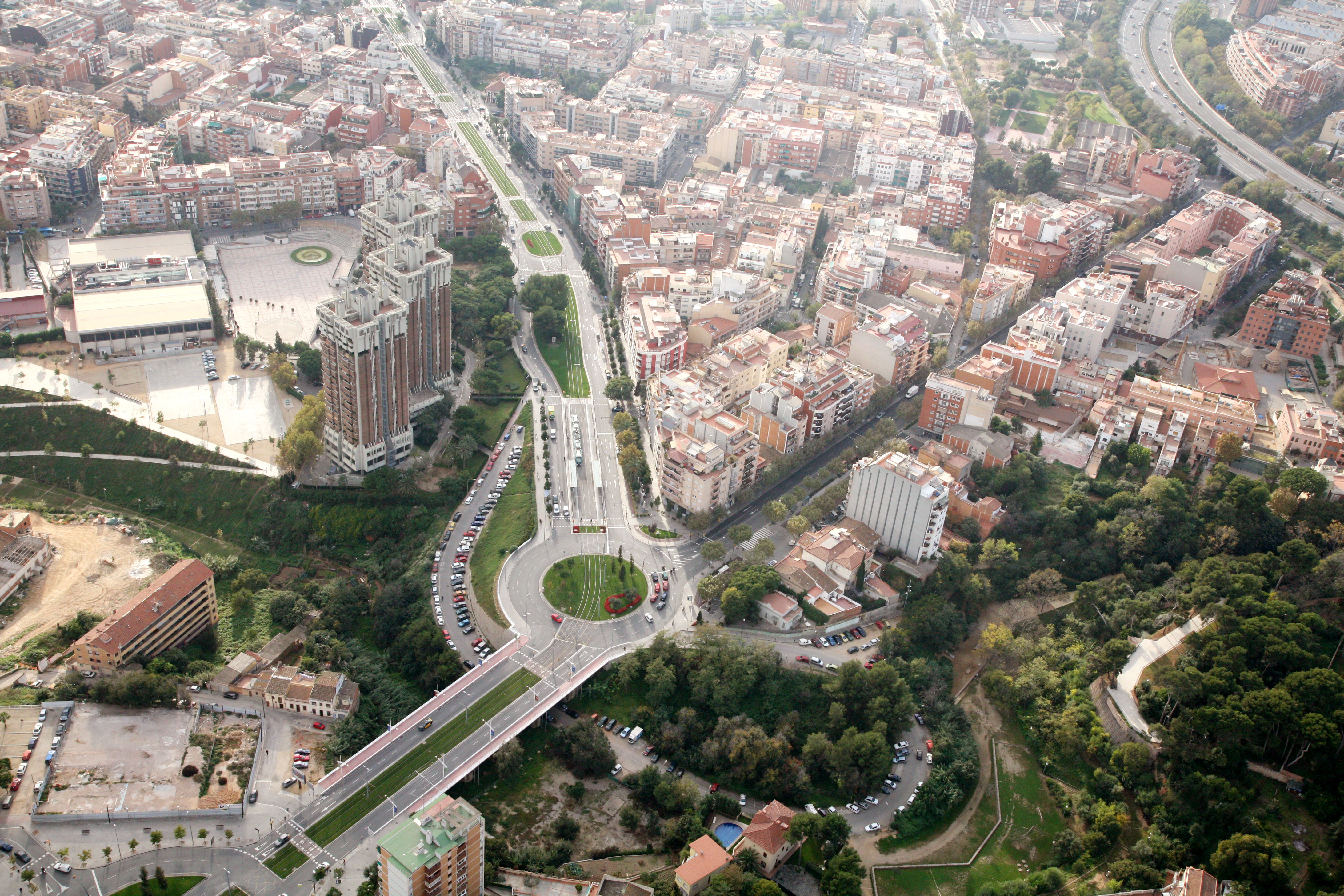
Esplugas de Llobregat.

El poblamiento humano de la comarca viene de muy antiguo. Se inicia en el paleolítico y se encuentran vestigios de las diferentes etapas de la historia de la humanidad hasta llegar a nuestros días. En muchos pueblos de la comarca encontramos restos y testimonios de un pasado más o menos lejano.
El Parque Arqueológico Minas de Gavá (3400-2360 a. C.) constituye uno de los lugares más atractivos de la comarca para acercarse al neolítico. Pero de yacimientos de aquella época de la historia, han aparecido mamuts en diferentes lugares del Bajo Llobregat, como por ejemplo en Viladecans.
Desde mediados del siglo I a. C. el territorio de la comarca era ocupado por un buen número de villas romanas, que se dedicaban a la agricultura, la ganadería y las actividades artesanales. La viña era el principal cultivo y el vino se exportaba a las Galias. El puerto desde donde se hacía el comercio de los productos de la comarca era el puerto de las Arenas, cerca de la actual laguna del Remolar, a bastante distancia de la actual línea de la costa. El Puente del Diablo de Martorell se levantó al construirse la Vía Augusta y conserva un magnífico arco triunfal romano. En San Baudilio de Llobregat se pueden visitar unas termas romanas.
A partir del año 801, en el que Luis el Piadoso conquistó Barcelona, el río Llobregat se convirtió en frontera entre las tierras carolingias de la orilla izquierda y las sarracenas de la orilla derecha. Unos años más tarde las tierras de la orilla derecha fueron conquistadas y se construyó una línea de castillos entre los que destacan el de Castellví de Rosanés, el de Eramprunyá y el de Cervelló. Comenzó la repoblación y a lo largo del siglo X aparecen nuevos pueblos en la comarca y se rehabitan otros que habían sido abandonados. Los primeros monasterios, como el de San Ginés de Rocafort, en Martorell o el de San Ponce de Corbera, en Cervelló, no se fundaron hasta el siglo XI. Pero los monasterios que tuvieron más influencia en la comarca fueron el de San Cugat del Vallés y el de Montserrat, en la zona norte. El territorio estaba repartido entre diferentes señores y jurisdicciones. En el siglo XII los pueblos de la izquierda del río, desde Molins de Rey hasta el mar, eran de jurisdicción real. San Baudilio era un territorio de jurisdicción compartida. Corbera, Collbató y Esparraguera tuvieron dominios feudales diversos. El resto del territorio de la comarca estaba repartido entre tres grandes baronías.
Aunque podemos encontrar una semejanza entre las masías y las villas romanas de las que hablábamos más arriba, el origen próximo de la masía catalana se remonta a la Edad Media. Alrededor de los castillos, parroquias y monasterios esparcían las masías. Las tierras de los señores eran cultivadas por los sirvientes de la gleba, que dependían en todo y por todo del señor, y por los agricultores llamados libres, que tenían que pagar impuestos abusivos. Pero en el siglo XV se decretó la emancipación de los agricultores y esto generó nuevas energías, renovándose las casas solariegas y apareciendo otras nuevas durante los siglos XVI y XVII. La masía era una unidad de producción donde se cultivaban productos de secano, había un huerto de regadío, explotaba el bosque, se criaba ganado, había transformación de materias primas (elaboración del vino y prensado del aceite ... ) y, incluso, se hacían pequeñas actividades artesanales, como hilar y tejer la lana. Un contrato de propiedad en que el campesino no era el dueño pero disponía libremente de la tierra para él y sus hijos, una política matrimonial orientada al engrandecimiento del patrimonio y la institución de la figura del heredero como único propietario, dieron un momento de esplendor económico en la masía y el campo catalán.
La Revolución Industrial iniciada en Inglaterra a mediados del siglo XVIII, influyó sobre otros países de Europa. Cataluña tuvo un fuerte proceso de industrialización, donde Barcelona sería el centro neurálgico. Cercana a Barcelona ya su puerto, dotada -gracias al río- de recursos hidráulicos para proporcionar energía, la comarca del Bajo Llobregat fue vista por muchos industriales como el lugar idóneo para instalar grandes fábricas textiles, que aprovecharon los saltos de agua del canal de la Infanta, construyeron otros nuevos o instalaron potentes máquinas de vapor que funcionaban con la energía del carbón. En algunos casos, los industriales urbanizaron grandes fincas construyendo la fábrica y las casas para los trabajadores. Fundaron verdaderos pueblos industriales llamados colonias, como Can Bros, en Martorell, la colonia Sedó, en Esparraguera, y la colonia Güell, en Santa Coloma de Cervelló. En la mayoría de pueblos de la comarca podemos encontrar aquellas viejas industrias que hoy tal vez están abandonadas o han cambiado de uso. En los inicios del siglo XX se empieza a utilizar la electricidad para fines energéticos y esto da un nuevo empuje a la industria, que se diversifica, y aparecen empresas de construcciones metálicas, tales como Compañía Roca, en Gavá-Viladecans, de construcciones eléctricas, tales como Siemens, en Cornellá de Llobregat, de cemento, como Cementos Sanson, en San Justo Desvern, o Cementos Molins.

## Política
El Bajo Llobregat ha sido históricamente de los grandes feudos del PSC y una de las comarcas donde ICV obtenía un porcentaje de votos más altos en toda Cataluña. Sin embargo, en las elecciones al Parlamento de Cataluña de 2017, el partido Ciudadanos sustituyó a PSC como partido más votado en la comarca.

### Consejo Comarcal del Bajo Llobregat
- Partido de los Socialistas de Cataluña: 17 miembros
- Esquerra Republicana de Catalunya: 7 miembros
- En Comú Podem - Guanyem: 5 miembros
- Partido Popular: 4 miembros
- Junts per Catalunya: 4 miembros
- Vox: 2 miembro

## Economía
Toda la zona cuenta con una alta tasa de actividad, que ronda el 70 %, y unos ingresos familiares en promedio (media) de 14 075 € (2004).

### Sector primario
En esta comarca aún persiste la agricultura, importante en el delta del Llobregat, la segunda zona más fértil de Cataluña por detrás del Segre. Aquí se cultivan productos de regadío, como las alcachofas con denominación de origen Prat de Llobregat, lechugas y tomates. Respecto a la cría de animales, destacar el pollo de raza Prat.

### Industria

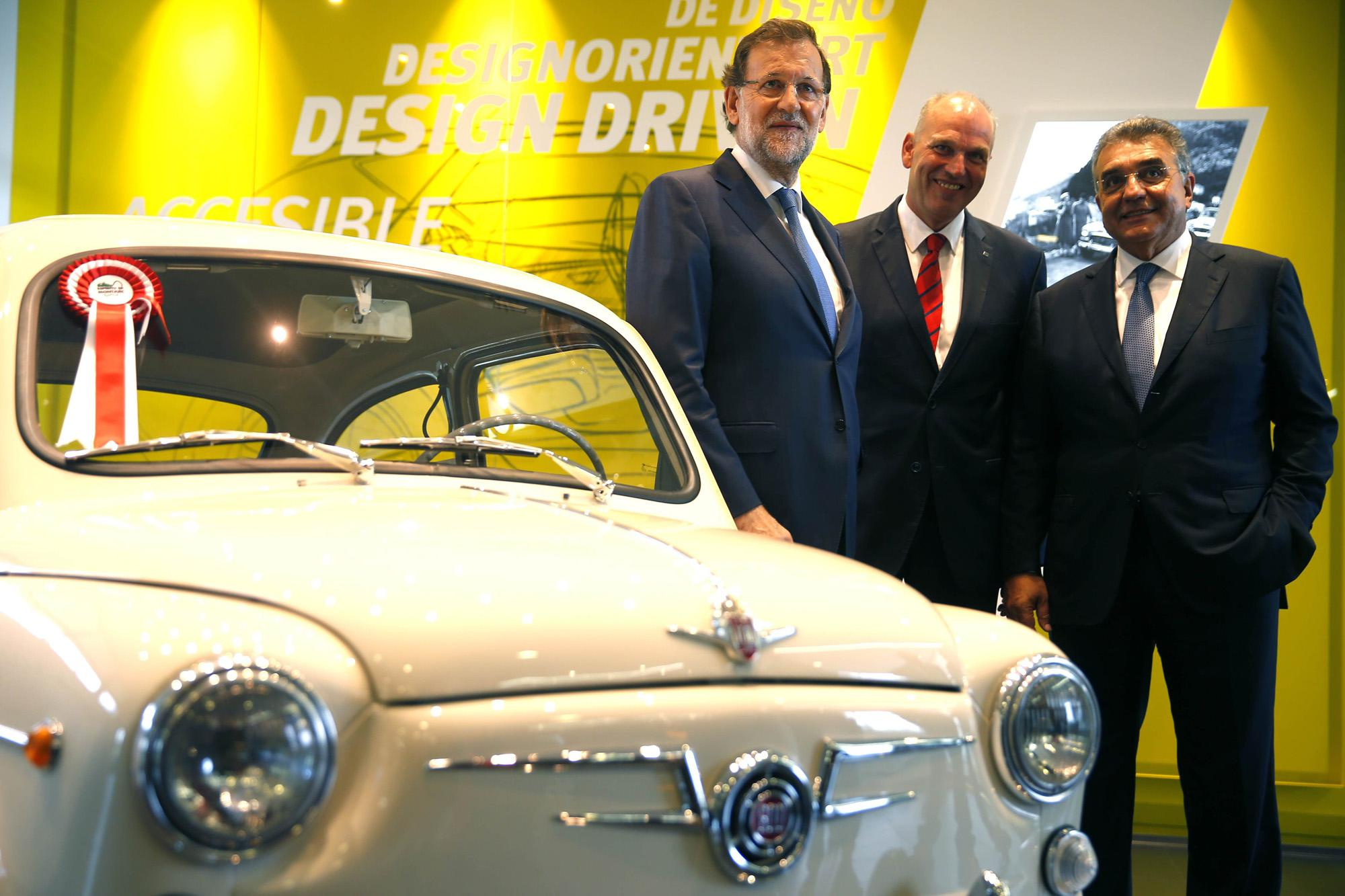
Visita del presidente Mariano Rajoy a la planta de SEAT en Martorell.

La comarca fue una de las primeras zonas industrializadas de España, muestra de ello es la Colonia Güell (en Santa Coloma de Cervelló). Actualmente se encuentran aquí algunas industrias importantes, especialmente en el delta y el valle del Llobregat, aunque últimamente, y como en todo el territorio nacional, se dan algunos casos de deslocalización como el de la planta de Seat en Martorell.

### Comercio
El Bajo Llobregat es una de las zonas más comerciales y mejor comunicadas de Cataluña. Existen los centros comerciales de El Corte Inglés, Splau y Caprabo en Cornellá de Llobregat, Carrefour y en El Prat de Llobregat, Alcampo, Decathlon, Leroy Merlin, Kiabi, Boulanger, Toys "R" Us y Norauto en San Baudilio de Llobregat,  C.C. La Vailet en San Vicente dels Horts, C.C. Barnasud en Gavá, C.C. L'Ànec Blau y Carrefour Market en Castelldefels, C.C. Vilamarina, Carrefour Market y The Style Outlets en Viladecans, C.C. Splau en Cornellá-Prat de Llobregat, C.C. Montserrat Centre en Abrera y C.C. Sant Feliu Centre en San Felíu de Llobregat.

### Sindicatos
El Bajo Llobregat tiene una larga tradición de organizaciones obreras y casi todos los sindicatos tienen representación en la comarca, los más significativos son: UGT y USO en Martorell, CCOO, UGT, CGT y CNT en Cornellá de Llobregat y CGT en Viladecans.

### Infraestructuras
- Aeropuerto de Barcelona (El Prat de Llobregat / Viladecans).
- Autopista C-32 (antigua A-16) pasa por ciudades como Castelldefels, Viladecans o San Baudilio de Llobregat.
- Autovía A-2 pasa por municipios como Martorell, San Vicente dels Horts o Cornellá de Llobregat.
- L-12, línea de FGC en proyecto, de Castelldefels a Sarriá, pasando por San Baudilio de Llobregat, Viladecans y Gavá. De San Baudilio irá a Cornellá, ya comunicada por ferrocarril.
- L-9, línea de metro, que enlaza con las líneas 1 y 5 y que su destino final es el Aeropuerto en El Prat de Llobregat

## Municipios

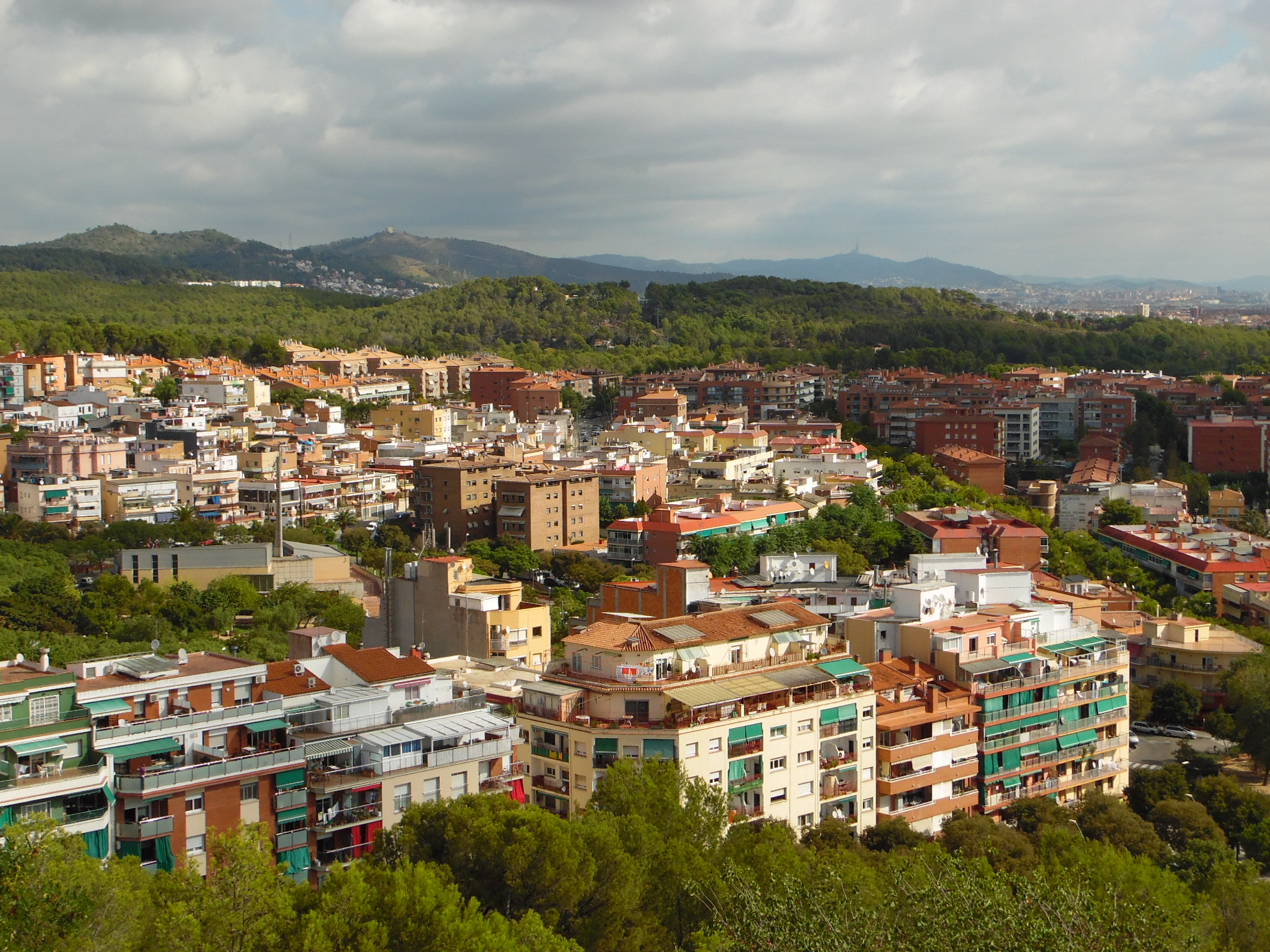
Castelldefels.

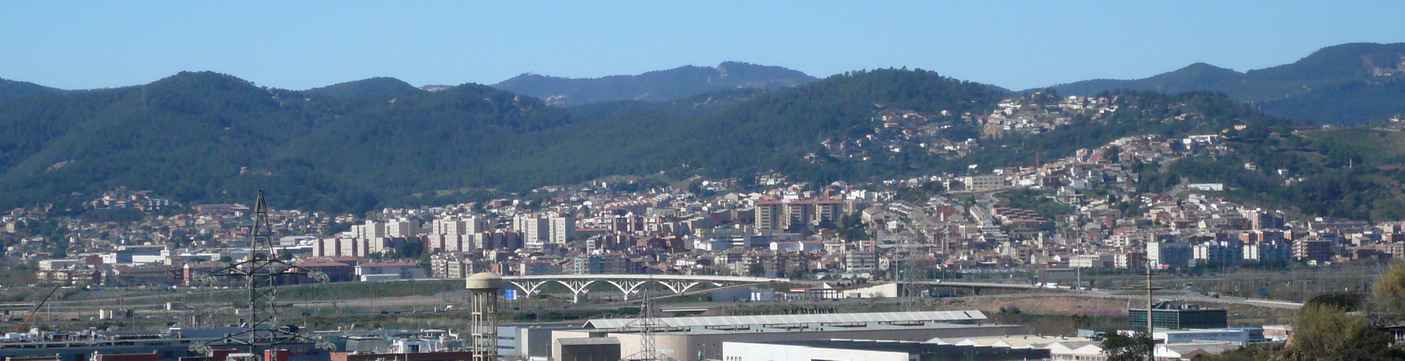
San Vicente dels Horts.

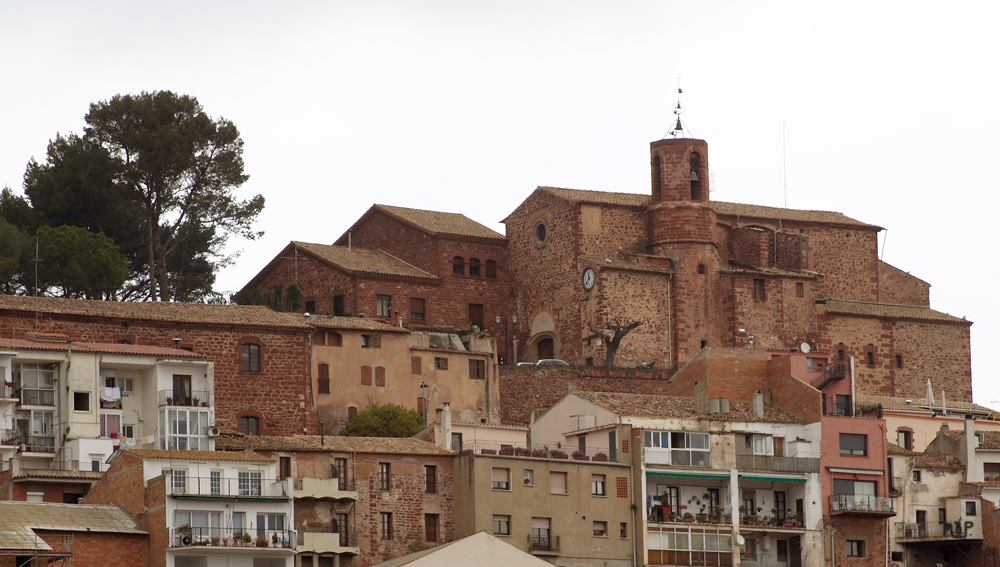
Corbera de Llobregat.

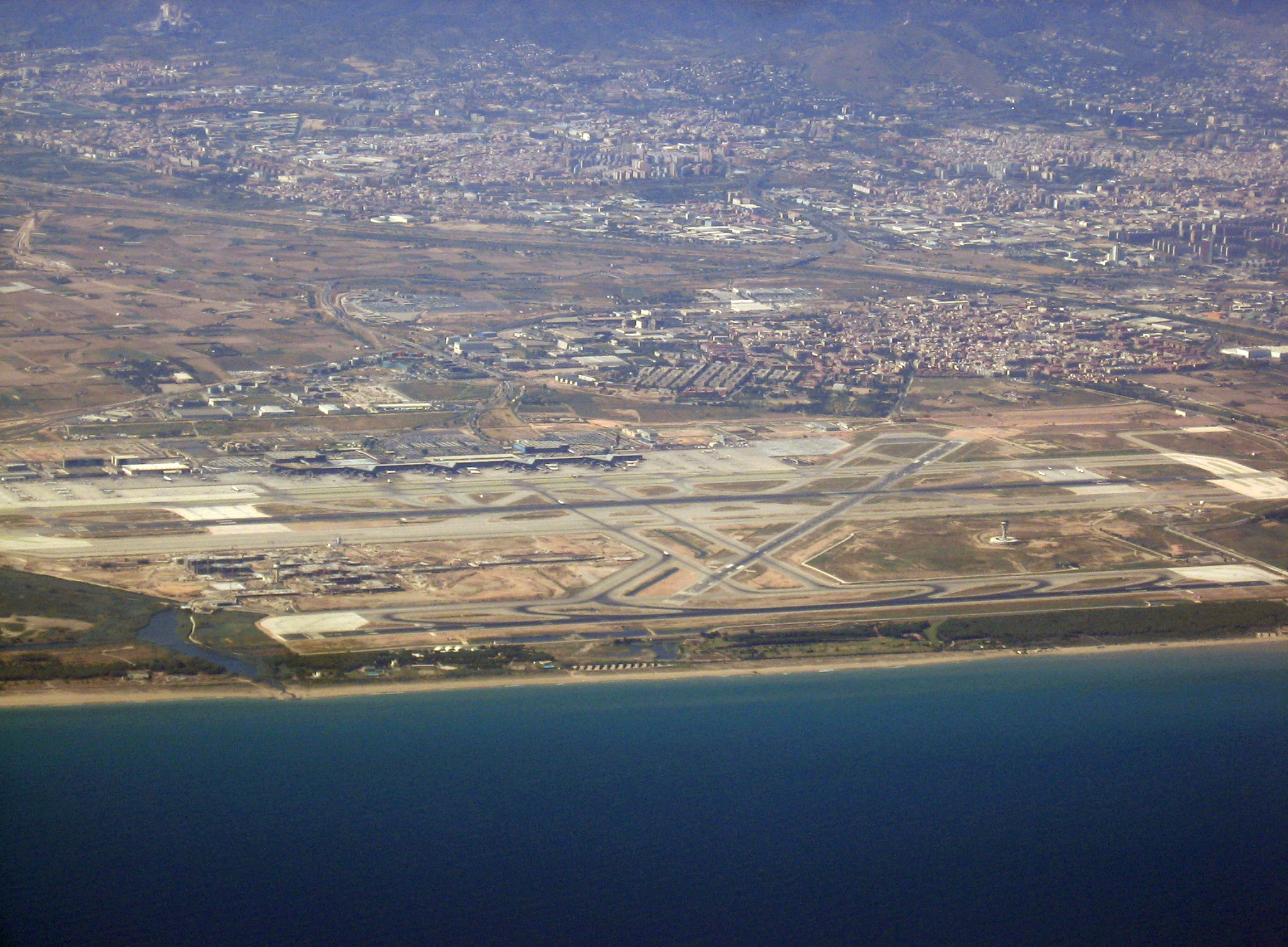
El Prat de Llobregat.

| Ciudad                                                | Extensión (km²) | Habitantes | Densidad (hab/km²) | Distancia a Barcelona (km) |
| ----------------------------------------------------- | --------------- | ---------- | ------------------ | -------------------------- |
| Abrera                                                | 19,89           | 9422       | 474                | 34,4                       |
| Begas (Begues)                                        | 50,00           | 5284       | 106                | 32,1                       |
| Castelldefels                                         | 12,9            | 56 815     | 4404               | 27,7                       |
| Castellví de Rosanés (Castellví de Rosanes)           | 17,09           | 1297       | 76                 | 36,5                       |
| Cervelló                                              | 24,25           | 6980       | 288                | 22,3                       |
| Collbató                                              | 17,99           | 3024       | 168                | 42,0                       |
| Corbera de Llobregat                                  | 18,46           | 11 278     | 611                | 25,4                       |
| Cornellá de Llobregat (Cornellà de Llobregat)         | 6,96            | 86 131     | 12 375             | 9                          |
| El Prat de Llobregat                                  | 31,17           | 63 190     | 2027               | 11,1                       |
| Esparraguera (Esparreguera)                           | 27,47           | 20 163     | 734                | 39,7                       |
| Esplugas de Llobregat (Esplugues de Llobregat)        | 4,6             | 46 296     | 10 064             | 8,1                        |
| Gavá (Gavà)                                           | 30,90           | 43 242     | 1399               | 23,1                       |
| La Palma de Cervelló                                  | 5,37            | 2881       | 536                | 22,9                       |
| Martorell                                             | 12,90           | 25 010     | 1939               | 30                         |
| Molins de Rey (Molins de Rei)                         | 16,00           | 22 496     | 1406               | 17,9                       |
| Olesa de Montserrat                                   | 16,75           | 20 294     | 1212               | 37,9                       |
| Pallejá (Pallejà)                                     | 8,41            | 9746       | 1159               | 19,3                       |
| Papiol (El Papiol)                                    | 8,83            | 3628       | 411                | 21,1                       |
| San Andrés de la Barca (Sant Andreu de la Barca)      | 5,52            | 26 752     | 4846               | 23,9                       |
| San Baudilio de Llobregat (Sant Boi de Llobregat)     | 21,94           | 82 904     | 3888               | 11,5                       |
| San Clemente de Llobregat (Sant Climent de Llobregat) | 10,73           | 3366       | 314                | 19,3                       |
| San Felíu de Llobregat (Sant Feliu de Llobregat)      | 11,79           | 41 954     | 3558               | 11,9                       |
| San Justo Desvern (Sant Just Desvern)                 | 7,85            | 14 910     | 1899               | 10,6                       |
| San Vicente dels Horts (Sant Vicenç dels Horts)       | 9,16            | 30 720     | 3353               | 13,0                       |
| Santa Coloma de Cervelló                              | 7,52            | 7081       | 942                | 18,1                       |
| Sant Joan Despí                                       | 6,39            | 31 438     | 4920               | 13,8                       |
| Torrellas de Llobregat (Torrelles de Llobregat)       | 13,55           | 5883       | 400,74             | 21,7                       |
| Vallirana                                             | 23,93           | 11 678     | 488                | 25,8                       |
| Viladecans                                            | 20,11           | 65 993     | 3219               | 21,8                       |

## Lugares de interés

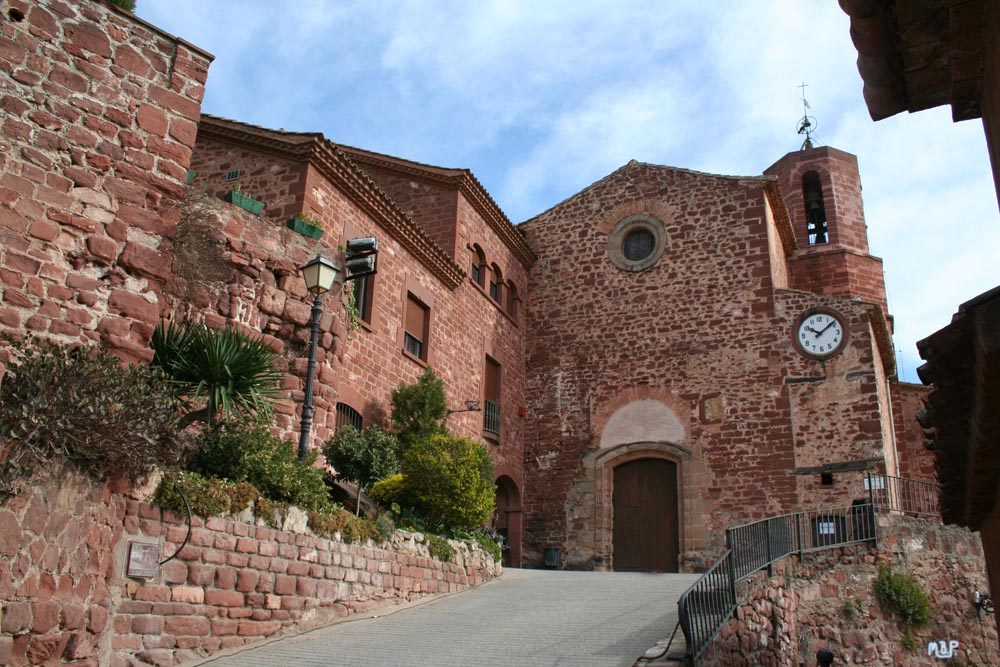
Restos del castillo y Parroquia de Corbera de Llobregat.

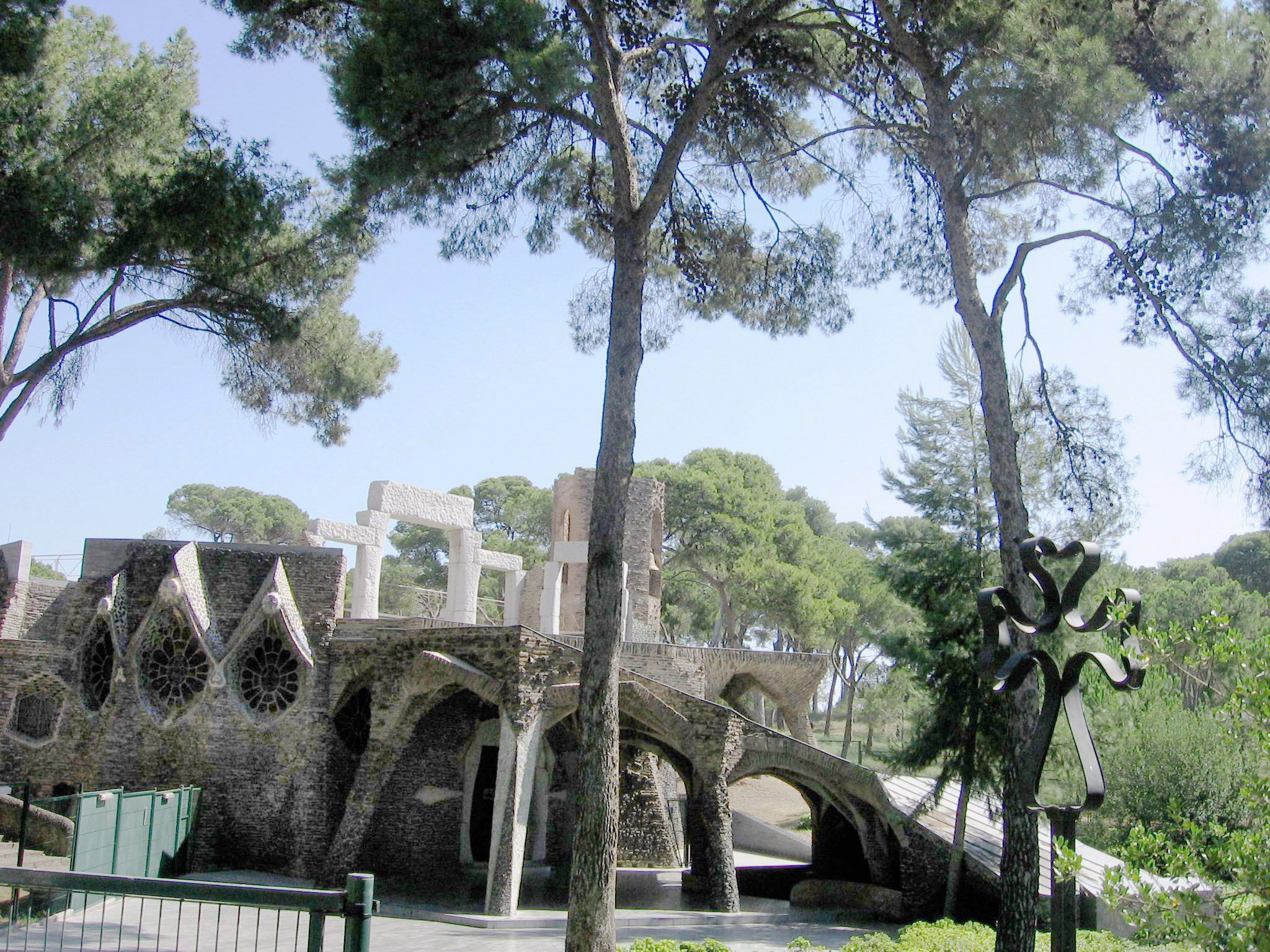
Cripta de la Colonia Güell.

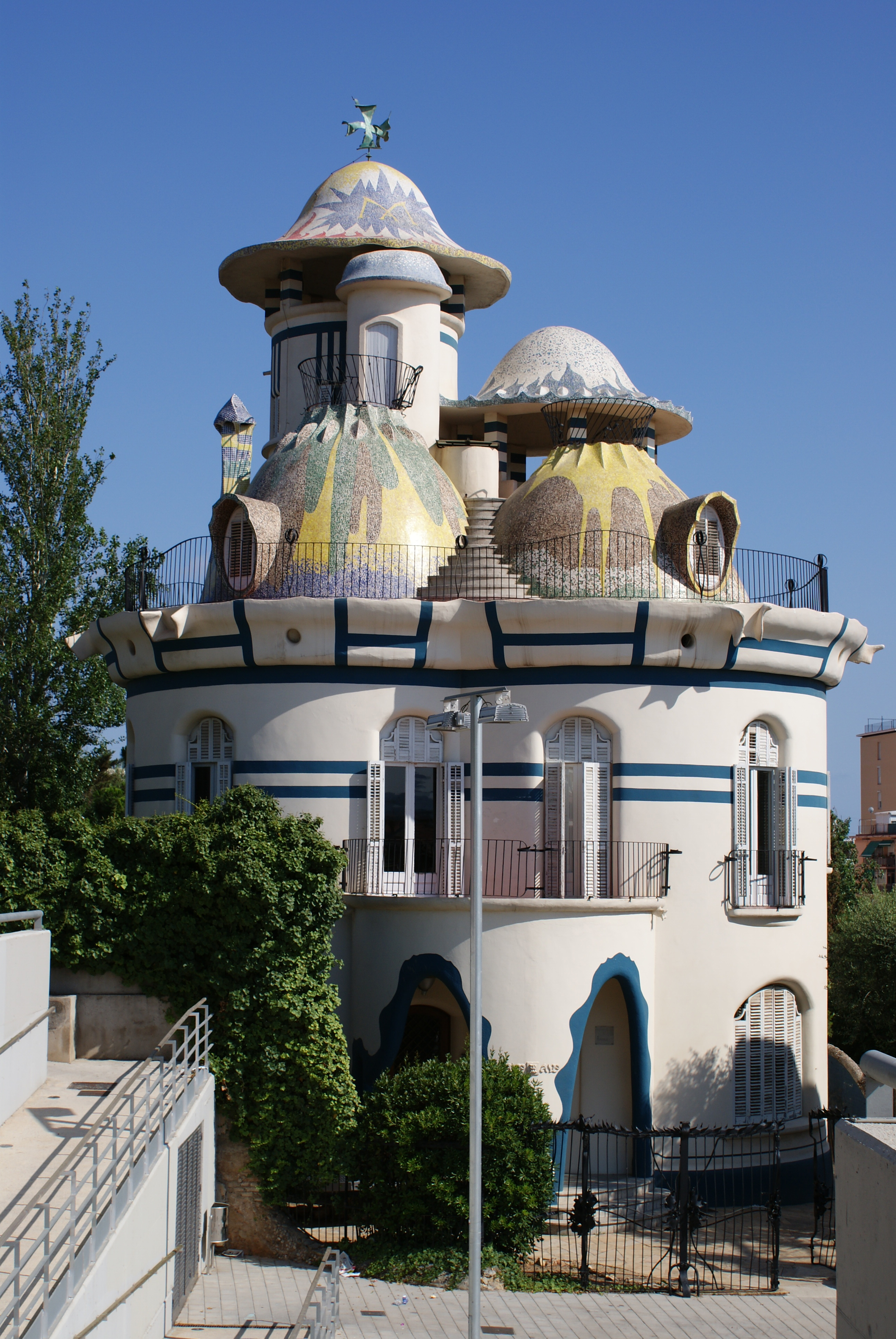
Torre de la Cruz, San Juan Despí.

- Cataluña en Miniatura, el mayor parque en miniatura del mundo, en Torrellas de Llobregat.
- Castell de Castelldefels, en Castelldefels
- Canal Olímpico de Cataluña, en Castelldefels
- Cripta de la iglesia de la Colonia Güell, de Antoni Gaudí, en Santa Coloma de Cervelló.
- Ca la Pilar, de Josep Puig i Cadafalch, en Viladecans.
- Ermita Románica de Sales (anterior al siglo X): en Viladecans.
- Termas Romanas de San Baudilio de Llobregat (en San Baudilio de Llobregat).
- Costa del Garraf: playas en Castelldefels , Gavá, Viladecans y El Prat de Llobregat.
- Delta del Llobregat.
- Remolar de Filipinas: en Viladecans.
- Parque arqueológico Minas de Gavá
- Yacimiento de mamuts en Viladecans.
- Radar Meteorológico de Cataluña: en Vallirana.
- Tumba de Rafael Casanova: en San Baudilio de Llobregat.
- Ermita de San Ramón: en San Baudilio de Llobregat.
- Església de Santa María en Cervelló.
- Ermita de San Poncio en Cervelló.
- Colonia Sedó en Esparraguera.
- Pesebre viviente en fechas navideñas en Corbera de Llobregat.
- El Pont del Diable en Martorell.
- Ermita de Santa Madrona en San Andrés de la Barca.